# Desa Penusupan (administrativ by i Indonesien, lat -7,09, long 109,31)
Desa Penusupan är en administrativ by i Indonesien.   Den ligger i provinsen Jawa Tengah, i den västra delen av landet, 290 km öster om huvudstaden Jakarta.